# Steve Podborski
Steve Podborski (* 25. Juli 1957 in Toronto) ist ein ehemaliger kanadischer Skirennläufer. Er war einer der Crazy Canucks („verrückte Kanadier“), einer Gruppe von kanadischen Skiläufern, die in den 1970er Jahren und frühen 1980er Jahren die Dominanz der Europäer beendeten und vor allem durch ihren halsbrecherischen, aber sehr erfolgreichen Fahrstil bekannt wurden.

## Biografie
Bei den Olympischen Spielen 1980 in Lake Placid gewann Podborski hinter den beiden Österreichern Leonhard Stock und Peter Wirnsberger die Bronzemedaille in der Abfahrt. Außerdem gewann er insgesamt acht Weltcup-Abfahrten, darunter zweimal das berühmte Hahnenkammrennen in Kitzbühel, und konnte sich weitere 34 Mal unter den ersten 10 platzieren. Sein erster Sieg am 6. Januar 1979 in Morzine kam erst durch die Disqualifikation seines Landsmannes Ken Read zustande, der einen nicht dem Reglement entsprechenden Rennanzug getragen hatte. In der Saison 1981/82 entschied er den Abfahrtsweltcup für sich; er hatte wie der Schweizer Peter Müller 115 Punkte und 3 Siege, doch war die höhere Zahl der Streichpunkte (33 gegenüber 17) für den Kanadier ausschlaggebend. Podborski gewann drei kanadische Meistertitel (Riesenslalom 1977, Abfahrt 1983 und 1984).
1982 erhielt er den Order of Canada, die höchste Auszeichnung seines Landes für Zivilpersonen. Podborski gehörte dem Organisationskomitee der Olympischen Spiele 2010 in Vancouver an, wo er für die internationalen Beziehungen zuständig war. Podborski ist Athletenbotschafter der Entwicklungshilfeorganisation Right To Play.

## Erfolge

### Olympische Spiele
- Lake Placid 1980: 3. Abfahrt (zählte zugleich als WM)
- Sarajevo 1984: 8. Abfahrt

### Weltmeisterschaften
- Garmisch-Partenkirchen 1978: 7. Abfahrt
- Schladming 1982: 9. Abfahrt

### Weltcupwertungen
Steve Podborski gewann einmal die Disziplinenwertung in der Abfahrt.
| Saison  | Gesamt | Gesamt | Abfahrt | Abfahrt | Kombination | Kombination |
| Saison  | Platz  | Punkte | Platz   | Punkte  | Platz       | Punkte      |
| ------- | ------ | ------ | ------- | ------- | ----------- | ----------- |
| 1974/75 | 52.    | 4      | –       | –       | –           | –           |
| 1975/76 | 43.    | 10     | 22.     | 4       | 11.         | 6           |
| 1977/78 | 31.    | 18     | 15.     | 18      | –           | –           |
| 1978/79 | 36.    | 47     | 10.     | 52      | –           | –           |
| 1979/80 | 30.    | 35     | 9.      | 35      | –           | –           |
| 1980/81 | 9.     | 110    | 2.      | 110     | –           | –           |
| 1981/82 | 8.     | 115    | 1.      | 115     | –           | –           |
| 1982/83 | 30.    | 63     | 11.     | 63      | –           | –           |
| 1983/84 | 21.    | 76     | 5.      | 76      | –           | –           |

### Weltcupsiege
| Datum             | Ort                    | Land        | Disziplin |
| ----------------- | ---------------------- | ----------- | --------- |
| 6. Januar 1979    | Morzine                | Frankreich  | Abfahrt   |
| 21. Dezember 1980 | St. Moritz             | Schweiz     | Abfahrt   |
| 10. Januar 1981   | Garmisch-Partenkirchen | Deutschland | Abfahrt   |
| 17. Januar 1981   | Kitzbühel              | Österreich  | Abfahrt   |
| 21. Dezember 1981 | Crans-Montana          | Schweiz     | Abfahrt   |
| 16. Januar 1982   | Kitzbühel              | Österreich  | Abfahrt   |
| 13. Februar 1982  | Garmisch-Partenkirchen | Deutschland | Abfahrt   |
| 20. Januar 1984   | Garmisch-Partenkirchen | Deutschland | Abfahrt   |